# Рукометни савез Србије
Рукометни савез Србије (РСС) је организација која управља рукометом у Србији са седиштем у Београду. Савез је основан на оснивачкој скупштини 17. и 18. децембра 1949. године.
Организује рукометне лиге на простору Србије, Куп Србије и управља женском и мушком рукометном репрезентацијом Србије.

## Репрезентације

### Мушкарци

#### Рукомет
- Репрезентација Србије
- Репрезентација Србије до 21 године
- Репрезентација Србије до 20 година
- Репрезентација Србије до 17 година

#### Рукомет на песку
- Репрезентација Србије

### Жене

#### Рукомет
- Репрезентација Србије
- Репрезентација Србије до 21. године
- Репрезентација Србије до 19 година
- Репрезентација Србије до 17 година

#### Рукомет на песку
- Репрезентација Србије

## Велика такмичења
- Европско првенство у рукомету 2012.
- Европско првенство у рукомету за жене 2012.
- Светско првенство у рукомету за жене 2013.